# Gottbegnadeten-Liste
La Gottbegnadeten-Liste (Lista de dotados con la gracia de Dios) fue una lista de 36 páginas de artistas considerados representativos del Tercer Reich pergeñada el 30 de noviembre de 1944 por el ministro de propaganda Joseph Goebbels del dictador Adolf Hitler a fin de no movilizarlos militarmente hacia el final de la Segunda Guerra Mundial por considerarlos "Patrimonio Nacional". El nombre que significa "elegidos o inspirados por Dios" se originó en el título del documento usado por el ministro de propaganda del Reich.

## Historia
Hacia 1943, con el impacto de la Guerra total muchos artistas fueron reclutados o puestos a trabajar para el frente interno de defensa. Sólo una minoría entre los 140.000 que integraba la Cámara de Cultura del Reich podía estar exento. 
En la lista figuraban un total de 1024 artistas, de los cuales 24 eran "indispensables". Goebbels incluyó alrededor de 640 personalidades más de la cultura a proteger en listas de 100 nombres por disciplina artística. En la elaboración de las listas mencionadas Goebbels prefirió sobre todo a los actores que necesitaba para sus películas de propaganda. Fueron un total de 280 actores, 227 actrices, 78 cineastas y 35 guionistas.
Cada artista recibió una carta dándosele a conocer su estatus, "carta que se considerará una notificación oficial de la oficina de empleo competente". El único extranjero fue el actor holandés Johannes Heesters.
Muchos de los elegidos no eran miembros del partido ni simpatizaban con la ideología nazi pero fueron escogidos por Goebbels como "Tesoros nacionales".

## Artistas especiales
con (**) los 24 "indispensables"

### Reichskultursenator (Senadores culturales del Tercer Reich)
- escultor Arno Breker (1900-1991), "Reichskultursenator" **
- arquitecto Leonhard Gall (1884-1952), "Reichskultursenator" **
- arquitecto Hermann Giesler (1898-1987), "Reichskultursenator" **
- autor Hanns Johst (1890-1979), "Reichskultursenator" **

### Arquitectos
- Wilhelm Kreis (1873-1955) **
- Paul Schultze-Naumburg (1869-1949)**

### Artistas visuales
- Fritz Klimsch (1870-1960)**
- Georg Kolbe (1877-1947)**
- Josef Thorak (1889-1952)**
- Hermann Gradl (1883-1964)**
- Arthur Kampf (1864-1950)**
- Willy Kriegel (1901-1966)**
- Werner Peiner (1897-1984)**

### Autores
- Gerhart Hauptmann (1862-1946)**
- Hans Carossa (1878-1956)**
- Erwin Guido Kolbenheyer (1878-1962)**
- Agnes Miegel (1879-1964)**
- Ina Seidel (1885-1974)**

### Músicos
- Richard Strauss (1864-1949)**
- Hans Pfitzner (1869-1949)**
- Wilhelm Furtwängler (1886-1954)**
- Carl Orff (1895-1982)
- Werner Egk (1901-1983)

### Actores
- Otto Falckenberg (1873-1947)**
- Gustaf Gründgens (1899-1963)
- Johannes Heesters (1903-2011)
- Friedrich Kayßler (1874-1945)**
- Eugen Klöpfer (1886-1950)
- Hermine Körner (1878-1960)**
- Heinz Rühmann (1902-1994)
- Heinrich Schroth (1871-1945)

## Lista extensiva conocida como "Führerliste"
Añadida a la primera, no debían ser reclutados.

### Artistas visuales
- Claus Bergen (1885-1964)
- Ludwig Dettmann (1865-1944)
- Eduard Thöny (1866-1950)
- Fritz Mackensen (1866-1953)
- Franz Stassen (1869-1949)
- Kurt Edzard (1890-1972)
- Clemens Klotz (1886–1969)
- Fritz von Graevenitz (1892-1959)
- Alfred Mahlau (1894-1967)
- Ernst Neufert (1900-1986)
- Bruno Paul (1874-1968)
- Richard Scheibe (1879-1964)
- Joseph Wackerle (1880-1959)
- Adolf Wamper (1901-1977)

### Arquitectos
- Friedrich Tamms (1904-1980)

### Autores
- Hans Friedrich Blunck (1888-1961)
- Bruno Brehm (1892-1974)
- Hermann Burte (1879-1960)
- Friedrich Griese (1890-1975)
- Emil Strauß (1866-1960)
- Josef Weinheber (1892-1945)
- Heinrich Zillich (1898-1988)
- Gustav Frenssen (1863-1945)
- Hans Grimm (1875-1959)
- Max Halbe (1865-1944)
- Heinrich Lilienfein (1879-1952)
- Börries Freiherr von Münchhausen (1874-1945)
- Wilhelm Schäfer (1868-1952)
- Wilhelm von Scholz (1874-1969)
- Lulu von Strauss und Torney (1873-1956)
- Helene Voigt-Diederichs (1865-1961)

### Compositores
- Gerhard Frommel (1906-1984)
- Kurt Hessenberg (1908-1994)
- Karl Höller (1907-1987)
- Max Trapp (1887-1971)
- Hermann Zilcher (1881-1948)
- Mark Lothar (1902-1985)
- Johann Nepomuk David (1895-1977)
- Harald Genzmer (1909-2007)
- Ottmar Gerster (1897-1969)
- Paul Höffer (1895-1949)
- Josef Marx (1882-1964)
- Gottfried Müller (1914-1993)
- Ernst Pepping (1901-1981)
- Fried Walter (1907-1996)

### Directores de orquesta
- Hermann Abendroth (1883-1956)
- Karl Elmendorff (1891-1962)
- Robert Heger (1886-1978)
- Oswald Kabasta (1896-1946)
- Herbert von Karajan (1908-1989)
- Johannes Schüler (1894-1966)
- Karl Böhm (1894-1981)
- Eugen Jochum (1902-1987)
- Hans Knappertsbusch (1888-1965)
- Joseph Keilberth (1908-1968)
- Rudolf Krasselt (1879-1954)
- Clemens Krauss (1893-1954)
- Hans Schmidt-Isserstedt (1900-1973)
- Paul Schmitz (1898-1992)
- Carl Schuricht (1880-1967)

### Instrumentistas
- Ludwig Hoelscher (1907-1996)
- Elly Ney (1882-1968)
- Hans Beltz (1897-1977)
- Walter Morse Rummel (1887-1953)
- Günther Ramin (1898-1956)
- Walter Gieseking (1895-1956)
- Wilhelm Stross (1907-1966)
- Gerhard Taschner (1922-1976)

### Teatro y ópera
- Jürgen Fehling (1885-1968)
- Heinrich George (1893-1946)
- Werner Krauß (1884-1959)
- Helge Rosvaenge(1897-1972)
- Elisabeth Flickenschildt (1905-1977)
- Karl-Heinz Stroux (1908-1985)
- Heinrich Schlusnus (1888-1952)
- Wilhelm Strienz (1899-1987)
- Paula Wessely (1907-2000)
- Marianne Hoppe (1909-2002)
- Rudolf Bockelmann (1892-1958)
- Josef Greindl (1912-1993)
- Franz Völker
- Max Lorenz
- Ludwig Suthaus
- Hilde Konetzni
- Maria Cebotari
- Tiana Lemnitz
- Peter Anders
- Julius Patzak
- Martha Fuchs
- Paul Schöffler
- Anton Dermota
- Ludwig Weber
- Trude Eipperle
- Erna Schlüter
- Maria Reining

En la primera lista estaban incluidas Anny Konetzni, Alda Noni, Irmgard Seefried y Elisabeth Schwarzkopf pero fueron omitidas posteriormente.

## Lista de actores especiales añadida por Goebbels
- Wolf Albach-Retty (1908-1967), esposo de Magda Schneider y padre de Romy Schneider
- Willy Fritsch (1901-1973)
- Attila Hörbiger (1896-1987)
- Viktor de Kowa (1904-1973)
- Harry Piel (1892-1963)
- Hans Albers (1891-1960)
- Karl Dannemann (1896-1945)
- O. W. Fischer (1915-2004)
- Hans Holt (1909-2001)
- Paul Hörbiger (1894-1981)
- Ferdinand Marian (1902-1946)

y los miembros de las orquestas Filarmónica de Berlín, Filarmónica de Viena, Gewandhaus, Hamburgo, Linz, Baviera y Praga.

## Otros seleccionados pero no incluidos en la lista
- Hans von Benda (1888-1972), director (y su orquesta de cámara)
- Theodore Berger (1905-1992), compositor
- George Cooper (1889-1963), profesor de música y director del coro
- Cesar Bresgen (1913-1988), compositor
- Siervo Hermann (1897-1955), director del Collegium Musicum de Berlín
- Drewes Heinz (1903-1980), director de orquesta
- Hans Dünschede (1907-1999), músico de orquesta (violín)
- Otto Ebel de Sosen (1899-1974), director de orquesta y compositor
- Hans Ebert (1889-1952), compositor, director de orquesta
- Ernst Fleischhauer (1897-1991), barítono y profesor de música
- Barnabás de Géczy (1897-1971), violinista, director
- Franz Grothe (1908-1982), compositor, director de orquesta
- Haentzschel Georg (1907-1992), pianista, compositor
- Georg Ludwig Jochum (1909-1970), director de orquesta
- Killer Hermann (1902-1990), musicólogo, escritor de la música
- Kinzl Franz (1895-1978), compositor
- Curt Kretzschmar (1894-1973), director de orquesta
- Walter Lutze (1891-1980), director de orquesta
- Mausz Erwin (1899-1969), director de orquesta
- Will Meisel (1897-1967), compositor y editor de música
- Ernst Ludwig Meyer Olbersleben (1898-1991), Diputado. Director de la Academia de Música de Weimar
- Petschull John (1901-2001), Music Publishers
- Leo Knight (1887-1945), director de STAGMA
- Schuchter Gilbert (1919-1989), pianista
- Norbert Schultze (1911-2002), compositor, director de orquesta
- Spitta Heinrich (1902-1972), profesor de música, compositor
- Oscar Stalla (1879-1953), compositor de música de cine
- Hans Steinkopf (1901-1972), director de orquesta, arreglista
- Heinrich Strobel (1898-1970), crítico musical y escritor
- Helmuth Thierfelder (1897-1966), director de orquesta
- Theodor Veil (1879-1965), arquitecto y profesor alemán
- Völsing Erwin (1909-1986), crítico de música en la oficina de Rosenberg
- Hermann Voss (1910-1980), director de asesoría jurídica de la RMK en Colonia